# ショッピングプラザHAYAMA STATION
ショッピングプラザHAYAMA STATION（ショッピングプラザ ハヤマステーション）は、神奈川県三浦郡葉山町長柄にある複合商業施設。

## 概要
鉄道駅のない葉山町に、新たな玄関口をつくることを目的に計画。
当初は「道の駅」を企画していたが、独自の商業施設として開業。ただし、道の駅同様に、道路利用者や地域住民に対しての休憩機能や情報発信機能など、地域振興要素も併せ持つ。
施設名のHAYAMA STATION（葉山ステーション）は公募で決定された。敷地面積は882.59㎡。平屋建て約750㎡の売り場内に、葉山牛やパン、和菓子などのテナント、約30席のイートインスペース、町民交流スペースやトイレなどがある。運営は葉山町商工会議所で、葉山町は町有地を30年無償貸与する。
2016年6月25日にプレオープンとして1日だけ限定オープン。正式オープンは2016年9月1日。プレオープン時および開業後最初の週末となる2016年9月3日、4日には無料のコミュニティバスを運行。

## 営業時間
営業時間は9時～19時。水曜定休。

## テナント
2016年9月1日オープン時のテナント。

### ブース
- ブラウンスイーツ
- ブレドール
- 葉山食房ミラマール
- COCO-HOUSE
- 葉山旭屋牛肉店
- DeliKelly
- hayama no ochaya HINODE-EN CAFE
- レリッシュプレイン
- スズキヤ

### アンテナショップ
- 大門商店
- 葉山クッキー マスカット
- 友琉館
- 永楽家
- スモークハウス葉山
- 葉山旬菓工房SWEET TOOTH
- 葉山Slow Style
- 真一丸
- 日影茶屋
- ファンファインズ
- 葉山マリーナ
- 葉山町漁業協同組合
- betts&bara
- キーポイント
- 新倉さんちの手づくりジャム
- 石井養蜂園
- TAC21
- JAよこすか葉山

## アクセス
自動車：横浜横須賀道路 逗子ICから逗葉新道料金所を経由し、最初の交差点「南郷トンネル入り口」そば。

公共交通機関：JR逗子駅または京急逗子・葉山駅より京浜急行バス 南郷トンネル入口下車。徒歩3分。